# Sviluppo software
Lo sviluppo software, in informatica e nell'ambito dell'ingegneria del software, indica la serie di passi o percorso da svolgere per ottenere risultati di alta qualità e in tempi prefissati nello sviluppo di un prodotto o sistema software attraverso il relativo progetto.

## Descrizione

### Attività portanti

Una parte dello sviluppo software

Lo sviluppo software è composto da alcune attività che rappresentano un insieme di compiti da svolgere per sviluppare un software:
- Attività portanti: una serie di compiti da svolgere necessariamente;
- Attività ausiliarie: possono aumentare la qualità di un software da produrre, di solito tali attività sono considerate dalle aziende che cercano una certa qualità. Tali attività non riguardano il progetto in sé, ma piuttosto l'azienda;

Può essere suddiviso in cinque attività portanti, che si ripetono in maniera ciclica:
- la stesura delle specifiche: tale attività comprende innanzitutto la definizione dei servizi che il software deve offrire, le funzioni che deve offrire e le prestazioni minime che deve esibire, ovvero complessivamente la descrizione di cosa il software deve fare (specifica dei requisiti); ma anche la definizione delle successive specifiche di progetto, che descrivono come il sistema deve essere realizzato;
- lo sviluppo del software: Questa attività comprende la produzione del software, il quale deve rispondere alle specifiche precedentemente stabilite;
- l'Ispezione del software, allo scopo di verificarne l'aderenza alle specifiche e, più in generale, di validarlo;
- Il collaudo del software;
- la manutenzione del software, ovvero gli interventi di modifica (correzione di errori, ampliamento delle funzionalità, ecc.) successivi al rilascio.

L'intero processo è spesso supervisionato da un responsabile di progetto, tipicamente definito project manager, il quale fa da ponte tra il committente del progetto software e il team di sviluppo nelle organizzazioni che operano su commessa/contratto; nelle organizzazioni che operano per linee di prodotto il responsabile viene definito product owner. 

### Attività ausiliarie
Tra le attività ausiliarie di un processo software si elencano:
- La localizzazione del software
- La gestione della qualità del software
- La gestione della configurazione (Configuration management)

### Caratteristiche del processo software
Un processo software deve possedere alcune caratteristiche fondamentali per il suo sviluppo, più precisamente un processo software dev'essere:
- Comprensibile: si deve capire perché si è scelto di seguire un modello di sviluppo piuttosto che un altro;
- Visibile: si deve capire a che punto si è giunti nello sviluppo, seguendo i dati precedentemente riportati sulle documentazioni di ciascuna fase del ciclo di vita del software;
- Supportabile: il processo dev'essere supportato dagli strumenti che si decide di utilizzare per lo sviluppo del software;
- Accettabile: un processo dev'essere accettabile da coloro i quali si accingono a realizzarlo;
- Robusto: un processo deve risultare robusto al punto di essere flessibile ai cambiamenti che potrebbero influenzare lo sviluppo del software;
- Rapido: un processo dev'essere rapido nel produrre il software desiderato, ma quest'ultima caratteristica potrebbe scontrarsi con la visibilità stessa del processo software;